# US Open 2022
Lo US Open 2022 è stato un torneo di tennis che si è disputato all'USTA Billie Jean King National Tennis Center di New York su campi di cemento Laykold all'aperto. Si è trattato della 142ª edizione dello US Open. I campioni uscenti dei singolari maschile e femminile erano il russo Daniil Medvedev e la britannica Emma Raducanu.

## Torneo
L'evento è stato organizzato dalla Federazione Internazionale Tennis (ITF), e ha fatto parte dell'ATP Tour 2022 e del WTA Tour 2022 sotto la categoria Grande Slam. Il torneo ha compreso il singolare (maschile, femminile), il doppio (maschile, femminile e misto). Si sono disputati anche i tornei di singolare e doppio per ragazze e ragazzi (giocatori under 18), e i tornei di singolare e doppio in carrozzina. Nel doppio sia maschile che femminile, era previsto un tabellone da 32 coppie di giocatori.
Il torneo si è giocato su quindici campi in cemento Laykold, inclusi i tre campi principali: Arthur Ashe Stadium, Louis Armstrong Stadium e Grandstand.
Il torneo si è svolto in 14 giornate divise in due settimane dal 29 agosto all'11 settembre.

## Teste di serie nel singolare
| Legenda colori              |
| Vincitore                   |
| Finalista                   |
| Semifinalista               |
| Quarti di finale            |
| Eliminati al 1T, 2T, 3T, 4T |

### Singolare maschile
Le teste di serie ufficiali sono state annunciate il 25 agosto 2022, basandosi sulla classifica ATP del 22 agosto 2022.
Nella tabella sottostante ranking e punteggio precedente sono riferiti del 29 agosto 2022.
| Testa di serie | Rank | Giocatore               | Punteggio precedente | Punti da difendere† | Punti conquistati | Nuovo punteggio | Situazione                                           |
| -------------- | ---- | ----------------------- | -------------------- | ------------------- | ----------------- | --------------- | ---------------------------------------------------- |
| 1              | 1    | Daniil Medvedev         | 6885                 | 2000                | 180               | 5065            | Eliminato al quarto turno da Nick Kyrgios [23]       |
| 2              | 3    | Rafael Nadal            | 5630                 | (0)                 | 180               | 5810            | Eliminato al quarto turno da Frances Tiafoe [22]     |
| 3              | 4    | Carlos Alcaraz          | 5100                 | 360                 | 2000              | 6740            | Vittoria in finale contro Casper Ruud [5]            |
| 4              | 5    | Stefanos Tsitsipas      | 4890                 | 90                  | 10                | 4810            | Eliminato al primo turno da Daniel Elahi Galán [Q]   |
| 5              | 7    | Casper Ruud             | 4695                 | 45                  | 1200              | 5850            | Sconfitto in finale da Carlos Alcaraz [3]            |
| 6              | 8    | Félix Auger-Aliassime   | 3625                 | 720                 | 45                | 2950            | Eliminato al secondo turno da Jack Draper            |
| 7              | 9    | Cameron Norrie          | 3415                 | (45)                | 180               | 3550            | Eliminato al quarto turno da Andrej Rublëv [9]       |
| 8              | 10   | Hubert Hurkacz          | 3355                 | 45                  | 45                | 3355            | Eliminato al secondo turno da Il'ja Ivaška           |
| 9              | 11   | Andrej Rublëv           | 3120                 | 90                  | 360               | 3390            | Eliminato ai quarti di finale da Frances Tiafoe [22] |
| 10             | 12   | Taylor Fritz            | 3090                 | 45                  | 10                | 3055            | Eliminato al primo turno da Brandon Holt [Q]         |
| 11             | 13   | Jannik Sinner           | 3020                 | 180                 | 360               | 3200            | Eliminato ai quarti di finale da Carlos Alcaraz [3]  |
| 12             | 15   | Pablo Carreño Busta     | 2340                 | 10                  | 180               | 2510            | Eliminato al quarto turno da Karen Chačanov [27]     |
| 13             | 14   | Matteo Berrettini       | 2360                 | 360                 | 360               | 2360            | Eliminato ai quarti di finale da Casper Ruud [5]     |
| 14             | 16   | Diego Schwartzman       | 2200                 | 180                 | 90                | 2110            | Eliminato al terzo turno da Frances Tiafoe [22]      |
| 15             | 17   | Marin Čilić             | 2175                 | 10                  | 180               | 2345            | Eliminato al quarto turno da Carlos Alcaraz [3]      |
| 16             | 18   | Roberto Bautista Agut   | 1840                 | 90                  | 10                | 1760            | Eliminato al primo turno da Jeffrey John Wolf [WC]   |
| 17             | 19   | Grigor Dimitrov         | 1730                 | 45                  | 45                | 1730            | Eliminato al secondo turno da Brandon Nakashima      |
| 18             | 20   | Alex de Minaur          | 1665                 | 10                  | 90                | 1745            | Eliminato al terzo turno da Pablo Carreño Busta [12] |
| 19             | 21   | Denis Shapovalov        | 1640                 | 90                  | 90                | 1640            | Eliminato al terzo turno da Andrej Rublëv [9]        |
| 20             | 23   | Daniel Evans            | 1510                 | 180                 | 90                | 1420            | Eliminato al terzo turno da Marin Čilić [15]         |
| 21             | 22   | Botic van de Zandschulp | 1573                 | 385                 | 45                | 1233            | Eliminato al secondo turno da Corentin Moutet [LL]   |
| 22             | 26   | Frances Tiafoe          | 1400                 | 180                 | 720               | 1940            | Eliminato in semifinale da Carlos Alcaraz [3]        |
| 23             | 25   | Nick Kyrgios            | 1430                 | 10                  | 360               | 1780            | Eliminato ai quarti di finale da Karen Chačanov [27] |
| 24             | 27   | Francisco Cerúndolo     | 1400                 | 16                  | 10                | 1394            | Eliminato al primo turno da Andy Murray              |
| 25             | 29   | Borna Ćorić             | 1360                 | (0)                 | 45                | 1405            | Eliminato al secondo turno da Jenson Brooksby        |
| 26             | 30   | Lorenzo Musetti         | 1322                 | 45                  | 90                | 1367            | Eliminato al terzo turno da Il'ja Ivaška             |
| 27             | 31   | Karen Chačanov          | 1315                 | (45)                | 720               | 1990            | Eliminato in semifinale da Casper Ruud [5]           |
| 28             | 33   | Holger Rune             | 1310                 | 35                  | 90                | 1365            | Eliminato al terzo turno da Cameron Norrie [7]       |
| 29             | 34   | Tommy Paul              | 1305                 | (20)                | 90                | 1375            | Eliminato al terzo turno da Casper Ruud [5]          |
| 30             | 32   | Maxime Cressy           | 1313                 | 70                  | 10                | 1253            | Eliminato al primo turno da Márton Fucsovics         |
| 31             | 35   | Nikoloz Basilašvili     | 1290                 | 90                  | 10                | 1210            | Eliminato al primo turno da Wu Yibing [Q]            |
| 32             | 36   | Miomir Kecmanović       | 1245                 | 10                  | 45                | 1280            | Eliminato al secondo turno da Richard Gasquet        |

† Questa colonna mostra i punti del giocatore nel torneo del 2021 o il suo 19º miglior risultato (mostrato tra parentesi). Nella colonna vengono riportati i punti nel ranking del giocatore al 22 agosto 2022.

#### Teste di serie ritirate
| Rank | Giocatore        | Punteggio precedente | Punti da difendere | Nuovo punteggio | Motivo ritiro                                                                  |
| ---- | ---------------- | -------------------- | ------------------ | --------------- | ------------------------------------------------------------------------------ |
| 2    | Alexander Zverev | 5760                 | 720                | 5040            | Infortunio alla caviglia destra                                                |
| 6    | Novak Đoković    | 4770                 | 1200               | 3570            | Mancato rispetto dell'obbligo di vaccinazione per i cittadini non statunitensi |
| 24   | Gaël Monfils     | 1435                 | 90                 | 1345            | Infortunio al piede                                                            |
| 28   | Reilly Opelka    | 1365                 | 180                | 1185            | Infortunio al tallone                                                          |

### Singolare femminile
Le teste di serie sono state annunciate il 25 agosto 2022, basandosi sulla classifica WTA del 22 agosto 2022.
Nella tabella sottostante ranking e punteggio precedente sono riferiti del 29 agosto 2022.
| Testa di serie | Rank | Giocatore              | Punteggio precedente | Punti da difendere | Punti conquistati | Nuovo punteggio | Situazione                                            |
| -------------- | ---- | ---------------------- | -------------------- | ------------------ | ----------------- | --------------- | ----------------------------------------------------- |
| 1              | 1    | Iga Świątek            | 8.605                | 240                | 2.000             | 10.365          | Vittoria in finale contro Ons Jabeur [5]              |
| 2              | 2    | Anett Kontaveit        | 4.360                | 130                | 70                | 4.300           | Eliminata al secondo turno da Serena Williams [PR]    |
| 3              | 3    | Maria Sakkarī          | 4.190                | 780                | 70                | 3.480           | Eliminata al secondo turno da Wang Xiyu               |
| 4              | 4    | Paula Badosa           | 3.980                | 70                 | 70                | 3.980           | Eliminata al secondo turno da Petra Martić            |
| 5              | 5    | Ons Jabeur             | 3.920                | 130                | 1.300             | 5.090           | Sconfitta in finale da Iga Świątek [1]                |
| 6              | 6    | Aryna Sabalenka        | 3.470                | 780                | 780               | 3.470           | Eliminata in semifinale da Iga Świątek [1]            |
| 7              | 7    | Simona Halep           | 3.255                | 240                | 10                | 3.025           | Eliminata al primo turno da Darija Snihur [Q]         |
| 8              | 8    | Jessica Pegula         | 3.201                | 130                | 430               | 3.501           | Eliminata ai quarti di finale da Iga Świątek [1]      |
| 9              | 10   | Garbiñe Muguruza       | 2.886                | 240                | 130               | 2.776           | Eliminata al terzo turno da Petra Kvitová [21]        |
| 10             | 9    | Dar'ja Kasatkina       | 3.015                | 130                | 10                | 2.895           | Eliminata al primo turno da Harriet Dart              |
| 11             | 11   | Emma Raducanu          | 2.756                | 2.040              | 10                | 726             | Eliminata al primo turno da Alizé Cornet              |
| 12             | 12   | Coco Gauff             | 2.687                | 70                 | 430               | 3.047           | Eliminata ai quarti di finale da Caroline Garcia [17] |
| 13             | 13   | Belinda Bencic         | 2.635                | 430                | 130               | 2.335           | Eliminata al terzo turno da Karolína Plíšková [22]    |
| 14             | 14   | Leylah Fernandez       | 2.540                | 1.300              | 70                | 1.310           | Eliminata al secondo turno da Ljudmila Samsonova      |
| 15             | 15   | Beatriz Haddad Maia    | 2.317                | (96+96)†           | 70+43             | 2.238           | Eliminata al secondo turno da Bianca Andreescu        |
| 16             | 16   | Jeļena Ostapenko       | 2.316                | (1)‡               | 10                | 2.325           | Eliminata al primo turno da Zheng Qinwen              |
| 17             | 17   | Caroline Garcia        | 2.220                | 70                 | 780               | 2.930           | Eliminata in semifinale da Ons Jabeur [5]             |
| 18             | 18   | Veronika Kudermetova   | 2.206                | 10                 | 240               | 2.436           | Eliminata al quarto turno da Ons Jabeur [5]           |
| 19             | 19   | Danielle Collins       | 2.167                | 130                | 240               | 2.277           | Eliminata al quarto turno da Aryna Sabalenka [6]      |
| 20             | 20   | Madison Keys           | 2.128                | 10                 | 130               | 2.248           | Eliminata al terzo turno da Coco Gauff [12]           |
| 21             | 21   | Petra Kvitová          | 2.077                | 130                | 240               | 2.187           | Eliminata al quarto turno da Jessica Pegula [8]       |
| 22             | 22   | Karolína Plíšková      | 2.007                | 430                | 430               | 2.007           | Eliminata ai quarti di finale da Aryna Sabalenka [6]  |
| 23             | 23   | Barbora Krejčíková     | 2.003                | 430                | 70                | 1.643           | Eliminata al secondo turno da Aleksandra Krunić       |
| 24             | 24   | Amanda Anisimova       | 1.900                | 70                 | 10                | 1.840           | Eliminata al primo turno da Julija Putinceva          |
| 25             | 25   | Elena Rybakina         | 1.850                | 130                | 10                | 1.730           | Eliminata al primo turno da Clara Burel [Q]           |
| 26             | 26   | Viktoryja Azaranka     | 1.841                | 130                | 240               | 1.951           | Eliminata al quarto turno da Karolína Plíšková [22]   |
| 27             | 27   | Martina Trevisan       | 1.771                | 70+95              | 10+20             | 1.636           | Eliminata al primo turno da Evgenija Rodina [PR]      |
| 28             | 28   | Ekaterina Aleksandrova | 1.750                | 70                 | 70                | 1.750           | Eliminata al secondo turno da Lauren Davis            |
| 29             | 29   | Alison Riske-Amritraj  | 1.525                | 10                 | 240               | 1.755           | Eliminata al quarto turno da Caroline Garcia [17]     |
| 30             | 30   | Jil Teichmann          | 1.517                | 70                 | 10                | 1.457           | Eliminato al primo turno da Zhang Shuai               |
| 31             | 31   | Shelby Rogers          | 1.516                | 240                | 130               | 1.406           | Eliminata al terzo turno da Ons Jabeur [5]            |
| 32             | 33   | Elise Mertens          | 1.435                | 240                | 10                | 1.205           | Eliminata al primo turno da Irina-Camelia Begu        |

† La giocatrice non si è qualificata nel torneo del 2021 e quindi difende i punti dei tornei ITF giocati nello stesso periodo (Collonge-Bellerive e Montreux).
‡ La giocatrice non aveva punti da difendere nel 2021 poiché si è ritirata a inizio torneo.

## Wildcard
Ai seguenti giocatori è stata assegnata una wildcard per accedere al tabellone principale.

### Singolare maschile
- Rinky Hijikata
- Ugo Humbert
- Emilio Nava
- Sam Querrey
- Ben Shelton
- Dominic Thiem
- Learner Tien
- Jeffrey John Wolf

### Singolare femminile
- Jaimee Fourlis
- Sofia Kenin
- Elizabeth Mandlik
- Peyton Stearns
- Harmony Tan
- Coco Vandeweghe
- Venus Williams
- Eleana Yu

### Doppio maschile
- Christopher Eubanks /  Ben Shelton
- Robert Galloway /  Alex Lawson
- Nicholas Godsick /  Ethan Quinn
- Sebastian Gorzny /  Alex Michelsen
- Brandon Holt /  Govind Nanda
- Nicholas Monroe /  Keegan Smith
- Hunter Reese /  Max Schnur

### Doppio femminile
- Hailey Baptiste /  Whitney Osuigwe
- Reese Brantmeier /  Clervie Ngounoue
- Sophie Chang /  Angela Kulikov
- Ashlyn Krueger /  Peyton Stearns
- Elizabeth Mandlik /  Katrina Scott
- Robin Montgomery /  Coco Vandeweghe
- Serena Williams /  Venus Williams

### Doppio misto
- Alycia Parks /  Christopher Eubanks
- Caty McNally /  William Blumberg
- Bernarda Pera /  Jackson Withrow
- Robin Montgomery /  Nicholas Monroe
- Jaeda Daniel /  Richard Ciamarra
- Madison Keys /  Bjorn Fratangelo
- Louisa Chirico /  Bradley Klahn

## Ranking protetto
I seguenti giocatori sono entrati in tabellone con il ranking protetto:

### Singolare maschile
- Stan Wawrinka
- Borna Ćorić
- Kyle Edmund
- Aljaž Bedene

### Singolare femminile
- Serena Williams
- Karolína Muchová
- Nadia Podoroska
- Laura Siegemund
- Evgenija Rodina
- Taylor Townsend

### Doppio maschile
- Aljaž Bedene /  Emil Ruusuvuori
- Marcelo Demoliner /  João Sousa
- Sander Gillé /  Łukasz Kubot
- Ben McLachlan /  Franko Škugor

### Doppio femminile
- Sofia Kenin /  Ajla Tomljanović
- Nadia Podoroska /  Mayar Sherif
- Julija Putinceva /  Yanina Wickmayer
- Rosalie van der Hoek /  Alison Van Uytvanck

## Qualificazioni

### Singolare maschile
1. Enzo Couacaud
2. Daniel Elahi Galán
3. Gijs Brouwer
4. Federico Delbonis
5. Christopher Eubanks
6. Tomáš Macháč
7. Nuno Borges
8. Facundo Bagnis
9. Zhang Zhizhen
10. Alexander Ritschard
11. Wu Yibing
12. Pavel Kotov
13. Norbert Gombos
14. Brandon Holt
15. Maximilian Marterer
16. Nicolás Jarry

#### Lucky loser
1. Corentin Moutet
2. Fernando Verdasco
3. Hugo Grenier

### Singolare femminile
1. Fernanda Contreras
2. Cristina Bucșa
3. Léolia Jeanjean
4. Linda Nosková
5. Viktorija Golubic
6. Ėrika Andreeva
7. Clara Burel
8. Viktória Kužmová
9. Elisabetta Cocciaretto
10. Elina Avanesjan
11. Darija Snihur
12. Linda Fruhvirtová
13. Yuan Yue
14. Sára Bejlek
15. Catherine Harrison
16. Ashlyn Krueger

#### Lucky loser
1. Kamilla Rachimova

## Ritiri
Prima del torneo
Singolare maschile
- Lloyd Harris → sostituito da  Tim van Rijthoven
- Gaël Monfils → sostituito da  Tarō Daniel
- Alexander Zverev → sostituito da  Stefan Kozlov
- Reilly Opelka → sostituito da  Jack Sock
- Novak Đoković → sostituito da  Corentin Moutet
- Hugo Dellien → sostituito da  Fernando Verdasco

Singolare femminile
- Anastasija Pavljučenkova → sostituita da  Tatjana Maria
- Markéta Vondroušová → sostituita da  Rebecca Marino
- Kristína Kučová → sostituita da  Jule Niemeier
- Angelique Kerber → sostituita da  Kamilla Rachimova

Durante il torneo
Singolare maschile
- Maxime Cressy
- Sebastián Báez
- John Isner
- Jack Sock
- Stan Wawrinka

Singolare femminile
- Lucia Bronzetti

## Tennisti partecipanti ai singolari
- Singolare maschile

| Campione                 | Campione                     | Finalista                   | Finalista                  |
| ------------------------ | ---------------------------- | --------------------------- | -------------------------- |
| Carlos Alcaraz [3]       | Carlos Alcaraz [3]           | Casper Ruud [5]             | Casper Ruud [5]            |
| Semifinalisti            |                              |                             |                            |
| Karen Chačanov [27]      | Karen Chačanov [27]          | Frances Tiafoe [22]         | Frances Tiafoe [22]        |
| Eliminati ai quarti      |                              |                             |                            |
| Nick Kyrgios [23]        | Matteo Berrettini [13]       | Jannik Sinner [11]          | Andrej Rublëv [9]          |
| Eliminati al 4º turno    |                              |                             |                            |
| Daniil Medvedev [1]      | Pablo Carreño Busta [12]     | Alejandro Davidovich Fokina | Corentin Moutet [LL]       |
| Il'ja Ivaška             | Marin Čilić [15]             | Cameron Norrie [7]          | Rafael Nadal [2]           |
| Eliminati al 3º turno    |                              |                             |                            |
| Wu Yibing [Q]            | Jeffrey John Wolf [WC]       | Alex de Minaur [18]         | Jack Draper                |
| Daniel Elahi Galán [Q]   | Andy Murray                  | Pedro Cachín                | Tommy Paul [29]            |
| Lorenzo Musetti [26]     | Brandon Nakashima            | Daniel Evans [20]           | Jenson Brooksby            |
| Holger Rune [28]         | Denis Shapovalov [19]        | Diego Schwartzman [14]      | Richard Gasquet            |
| Eliminati al 2º turno    |                              |                             |                            |
| Arthur Rinderknech       | Nuno Borges [Q]              | Benjamin Bonzi              | Alejandro Tabilo           |
| Aleksandr Bublik         | Cristian Garín               | Emilio Nava [WC]            | Hugo Grenier [LL]          |
| Brandon Holt [Q]         | Botic van de Zandschulp [21] | Sebastian Korda             | Tim van Rijthoven          |
| Hubert Hurkacz [8]       | Gijs Brouwer [Q]             | Grigor Dimitrov [17]        | Christopher Eubanks [Q]    |
| Albert Ramos Viñolas     | James Duckworth              | Borna Ćorić [25/PR]         | Federico Coria             |
| João Sousa               | John Isner                   | Roberto Carballés Baena     | Kwon Soon-woo              |
| Alexei Popyrin           | Jason Kubler                 | Miomir Kecmanović [32]      | Fabio Fognini              |
| Eliminati al 1º turno    |                              |                             |                            |
| Stefan Kozlov            | Quentin Halys                | Ben Shelton [WC]            | Nikoloz Basilašvili [31]   |
| Thanasi Kokkinakis       | Ugo Humbert [WC)             | Kamil Majchrzak             | Roberto Bautista Agut [16] |
| Dominic Thiem [WC]       | Hugo Gaston                  | Jiří Lehečka                | Filip Krajinović           |
| Denis Kudla              | Alex Molčan                  | Emil Ruusuvuori             | Alexander Ritschard [Q]    |
| Stefanos Tsitsipas [4]   | Lorenzo Sonego               | Yoshihito Nishioka          | Maxime Cressy [30]         |
| Francisco Cerúndolo [24] | John Millman                 | Tomás Martín Etcheverry     | Nicolás Jarry [Q]          |
| Taylor Fritz [10]        | Aljaž Bedene [PR]            | Stan Wawrinka [PR]          | Tomáš Macháč [Q]           |
| Bernabé Zapata Miralles  | Facundo Bagnis [Q]           | Zhang Zhizhen [Q]           | Kyle Edmund [PR]           |
| Oscar Otte               | Sam Querrey [WC]             | Adrian Mannarino            | David Goffin               |
| Steve Johnson            | Pavel Kotov                  | Pedro Martínez              | Daniel Altmaier            |
| Maximilian Marterer [Q]  | Norbert Gombos [Q]           | Christopher O'Connell       | Jiří Veselý                |
| Enzo Couacaud [Q]        | Dušan Lajović                | Tallon Griekspoor           | Sebastián Báez             |
| Benoît Paire             | Mackenzie McDonald           | Federico Delbonis [Q]       | Peter Gojowczyk            |
| Marc-Andrea Hüsler       | Jaume Munar                  | Fernando Verdasco [LL]      | Laslo Đere                 |
| Jack Sock                | Tseng Chun-hsin              | Mikael Ymer                 | Marcos Giron               |
| Learner Tien [WC]        | Tarō Daniel                  | Aslan Karacev               | Rinky Hijikata [WC]        |

- Singolare femminile

| Campionessa              | Campionessa                 | Finalista                  | Finalista              |
| ------------------------ | --------------------------- | -------------------------- | ---------------------- |
| Iga Świątek [1]          | Iga Świątek [1]             | Ons Jabeur [5]             | Ons Jabeur [5]         |
| Semifinaliste            |                             |                            |                        |
| Aryna Sabalenka [6]      | Aryna Sabalenka [6]         | Caroline Garcia [17]       | Caroline Garcia [17]   |
| Eliminate ai quarti      |                             |                            |                        |
| Jessica Pegula [8]       | Karolína Plíšková [22]      | Coco Gauff [12]            | Ajla Tomljanović       |
| Eliminate al 4º turno    |                             |                            |                        |
| Jule Niemeier            | Petra Kvitová [21]          | Viktoryja Azaranka [26]    | Danielle Collins [19]  |
| Zhang Shuai              | Alison Riske-Amritraj [29]  | Veronika Kudermetova [18]  | Ljudmila Samsonova     |
| Eliminate al 3º turno    |                             |                            |                        |
| Lauren Davis             | Zheng Qinwen                | Garbiñe Muguruza [9]       | Yuan Yue [Q]           |
| Petra Martić             | Belinda Bencic [13]         | Alizé Cornet               | Clara Burel [Q]        |
| Rebecca Marino           | Madison Keys [12]           | Bianca Andreescu           | Wang Xiyu              |
| Shelby Rogers [31]       | Dalma Gálfi                 | Aleksandra Krunić          | Serena Williams [PR]   |
| Eliminate al 2º turno    |                             |                            |                        |
| Sloane Stephens          | Ekaterina Aleksandrova [28] | Julija Putinceva           | Anastasija Potapova    |
| Linda Fruhvirtová [Q]    | Anhelina Kalinina           | Irina-Camelia Begu         | Aljaksandra Sasnovič   |
| Paula Badosa [4]         | Marta Kostjuk               | Marie Bouzková             | Sorana Cîrstea         |
| Kateřina Siniaková       | Cristina Bucșa [Q]          | Alison Van Uytvanck        | Kaia Kanepi            |
| Darija Snihur [Q]        | Anna Karolína Schmiedlová   | Camila Giorgi              | Elena-Gabriela Ruse    |
| Beatriz Haddad Maia [15] | Anna Kalinskaja             | Camila Osorio              | Maria Sakkari [3]      |
| Elizabeth Mandlik [WC]   | Viktória Kužmová [Q]        | Maryna Zanevs'ka           | Harriet Dart           |
| Leylah Fernandez [14]    | Barbora Krejčíková [23]     | Evgenija Rodina [PR]       | Anett Kontaveit [2]    |
| Eliminate al 1º turno    |                             |                            |                        |
| Jasmine Paolini          | Greet Minnen                | Lucia Bronzetti            | Peyton Stearns [WC]    |
| Amanda Anisimova [24]    | Sofia Kenin [WC]            | Claire Liu                 | Jeļena Ostapenko [16]  |
| Clara Tauson             | Wang Xinyu                  | Bernarda Pera              | Erika Andreeva [Q]     |
| Elise Mertens [32]       | Jaimee Fourlis [WC]         | Elisabetta Cocciaretto [Q] | Viktorija Golubic [Q]  |
| Lesja Curenko            | Varvara Gračëva             | Mayar Sherif               | Ashlyn Krueger [Q]     |
| Magda Linette            | Linda Nosková [Q]           | Laura Siegemund            | Andrea Petković        |
| Emma Raducanu [11]       | Taylor Townsend             | Kaja Juvan                 | Naomi Ōsaka            |
| Elena Rybakina [25]      | Venus Williams [WC]         | Tereza Martincová          | Catherine Harrison [Q] |
| Simona Halep [7]         | Magdalena Fręch             | Nadia Podoroska [PR]       | Jil Teichmann [30]     |
| Dajana Jastrems'ka       | Anna Bondár                 | Daria Saville              | Léolia Jeanjean [Q]    |
| Ana Konjuh               | Harmony Tan [WC]            | Rebecca Peterson           | Kamilla Rachimova [LL] |
| Eleana Yu [WC]           | Ann Li                      | Diane Parry                | Tatjana Maria          |
| Madison Brengle          | Tamara Zidanšek             | Sara Sorribes Tormo        | Arantxa Rus            |
| Donna Vekić              | Coco Vandeweghe [WC]        | Nuria Párrizas Díaz        | Dar'ja Kasatkina [10]  |
| Océane Dodin             | Sára Bejlek [Q]             | Elina Avanesjan [Q]        | Fernanda Contreras [Q] |
| Martina Trevisan [27]    | Karolína Muchová [PR]       | Danka Kovinić              | Jaqueline Cristian     |

## Campioni

### Seniors

#### Singolare maschile
Carlos Alcaraz ha sconfitto in finale  Casper Ruud con il punteggio di 6–4, 2–6, 7–6(1), 6–3.
- È il sesto titolo in carriera per Alcaraz, il quinto della stagione nonché il primo Major.

#### Singolare femminile
Iga Świątek ha sconfitto in finale  Ons Jabeur con il punteggio di 6–2, 7–6(5).
• È il decimo titolo in carriera per la Świątek, il settimo in stagione nonché il terzo Major.

#### Doppio maschile
Rajeev Ram /  Joe Salisbury hanno sconfitto in finale  Wesley Koolhof /  Neal Skupski con il punteggio di 7–6(4), 7–5.

#### Doppio femminile
Barbora Krejčíková /  Kateřina Siniaková hanno sconfitto in finale  Caty McNally /  Taylor Townsend con il punteggio di 3–6, 7–5, 6–1.

#### Doppio misto
Storm Sanders /  John Peers hanno sconfitto in finale  Kirsten Flipkens /  Édouard Roger-Vasselin con il punteggio di 4–6, 6–4, [10–7].

### Junior

#### Singolare ragazzi
Martín Landaluce ha sconfitto in finale  Gilles-Arnaud Bailly con il punteggio di 7–6(3), 5–7, 6–2.

#### Singolare ragazze
Alex Eala ha sconfitto in finale  Lucie Havlíčková con il punteggio di 6–2, 6–4.

#### Doppio ragazzi
Ozan Baris /  Nishesh Basavareddy hanno sconfitto in finale  Dylan Dietrich /  Juan Carlos Prado Ángelo con il punteggio di 6–1, 6–1.

#### Doppio ragazze
Lucie Havlíčková /  Diana Šnaider hanno sconfitto in finale  Carolina Kuhl /  Ella Seidel con il punteggio di 6–3, 6–2.

### Tennisti in carrozzina

#### Singolare maschile in carrozzina
Alfie Hewett ha sconfitto in finale  Shingo Kunieda con il punteggio di 7–6(2), 6–1

#### Singolare femminile in carrozzina
Diede de Groot ha sconfitto in finale  Yui Kamiji con il punteggio di 3–6, 6–1, 6–1.

#### Quad singolare
Sam Schröder /  Niels Vink hanno sconfitto in finale  Robert Shaw /  David Wagner con il punteggio di 6–1, 6–2.

#### Doppio maschile in carrozzina
Martín de la Puente /  Nicolas Peifer hanno sconfitto in finale  Alfie Hewett /  Gordon Reid con il punteggio di 4–6, 7–5, [10–6].

#### Doppio femminile in carrozzina
Diede de Groot /  Aniek van Koot hanno sconfitto in finale  Yui Kamiji /  Kgothatso Montjane con i punteggio di 6–2, 6–2.

#### Quad doppio
Sam Schröder /  Niels Vink hanno sconfitto in finale  Robert Shaw /  David Wagner con il punteggio di 6–1, 6–2.

## Punti
| Evento              | V    | F    | SF  | QF  | 4T  | 3T  | 2T | 1T |
| Singolare maschile  | 2000 | 1200 | 720 | 360 | 180 | 90  | 45 | 10 |
| Doppio maschile     | 2000 | 1200 | 600 | 360 | 180 | 90  | 0  | —  |
| Singolare femminile | 2000 | 1300 | 780 | 430 | 240 | 130 | 70 | 10 |
| Doppio femminile    | 2000 | 1300 | 780 | 430 | 240 | 130 | 10 | —  |

## Montepremi
Il montepremi complessivo per il 2022 è di 60 102 000 $.
| Evento    | V          | F          | SF       | QF       | 4T       | 3T       | 2T       | 1T      | Q3      | Q2      | Q1      |
| Singolare | $2,600,000 | $1,300,000 | $705,000 | $445,000 | $278,000 | $188,000 | $121,000 | $80,000 | $44,000 | $33,600 | $21,100 |
| Doppio*   | $688,000   | $344,000   | $172,000 | $97,500  | $56,400  | $35,800  | $21,300  | N.D.    | N.D.    | N.D.    | N.D.    |

*per team